# Tomasz Sobczak (fotograf)
Tomasz Sobczak (ur. 30 października 1977 w Bolesławcu) – polski fotograf. W latach 2008–2024 pełnił funkcję prezesa Tarnowskiego Towarzystwa Fotograficznego.

## Życiorys
Absolwent Akademii Sztuk Pięknych im. Eugeniusza Gepperta we Wrocławiu, Krakowskiej Akademii im. Andrzeja Frycza Modrzewskiego, Akademii Pedagogicznej w Krakowie. Dyplom z fotografii obronił z wyróżnieniem na lubelskim UMCS. Od lat związany z Tarnowem.
W 2012 roku został odznaczony przez Międzynarodową Federację Sztuki Fotograficznej (FIAP) tytułem AFIAP (Artiste FIAP), a w roku 2013 tytułem EFIAP (Excellence FIAP). Od 2018 roku członek rzeczywisty Fotoklubu RP (legitymacja nr 434). Od 2019 roku członek Zarządu Fotoklubu RP, w latach 2021–2023 sekretarz w Zarządzie Fotoklubu RP.
W latach 2003–2010 fotografował sport, głównie żużel, był jednym z fotografów najwcześniej publikujących fotoreportaże żużlowe w internecie. Współpracował z polskimi i zagranicznymi wydawnictwami, m.in.: „Tygodnik Żużlowy”, „Przegląd Sportowy”, „Fakt”, „Super Express”, „Gazeta Krakowska”, „Backtrack”, agencjami Cyfrasport i Photopress, a także portalami internetowymi: wp.pl, espeedway.pl, tarnow.pl, tarnow.net.pl, rdn.pl.
W latach 2010–2013 prowadził własne studio fotograficzne gdzie fotografował głównie akt. Z tego okresu pochodzą wystawy „Akty”, „Akt w 5 aktach”, „Nameles ACT” oraz „Chałupy Welcome To”. Dalsze zainteresowania i poszukiwania prowadziły przez fotografię architektury i poszukiwanie rzeczy abstrakcyjnych i nieoczywistych w otaczającym nas świecie (wystawa Kształty Architektoniki). W kwietniu 2019 w Tarnowskim Centrum Kultury otwarto jego wystawę „Takie jest życie”. Zaprezentował na niej autorską technikę subiektywnego kolorowania zdjęć trzema kolorami, czerwonym, niebieskim i żółtym. Kolejnymi wystawami w tym autorskim nurcie był „Tarnów nieoczywisty” pokazany w galerii Bema 20, a następnie w innych miastach pod bardziej uniwersalnym tytułem "Struktury miasta". Trzecia wystawa z serii to „Heimat.Europa – hEu#” zrealizowana na zamówienie foto-festiwalu Gorlitzer Fotofestiwal 2021
Pracuje w III Liceum Ogólnokształcącym w Tarnowie. W Pałacu Młodzieży przez 7 lat prowadził Pracownię Fotografii Tradycyjnej aż do jej likwidacji. Prowadził zajęcia z „Fotografii ruchu” oraz „Metodykę fotografii” na podyplomowych studiach z fotografii w Lublinie na Uniwersytecie Marii Curie-Skłodowskiej. Uczył Fotografii Prasowej i Reklamowej w Wyższej Szkole Informatyki i Zarządzania w Rzeszowie.
Od 2008 do 2024 roku pełnił funkcję prezesa Tarnowskiego Towarzystwa Fotograficznego. W ramach podziękowania za kierowanie stowarzyszeniem przez 16 lat, Walne Zgromadzenie Tarnowskiego Towarzystwa Fotograficznego nadało mu tytuł Honorowego Prezesa TTF.  Swoje prace fotograficzne wystawiał na niemal każdym kontynencie.

## Wystawy indywidualne
Źródło:
- 2025: „Kształty Architektoniki” – Szczucin[19]
- 2025; „Takie jest życie" – Zakliczyn[20]
- 2024; „Kształt ciała" – Ostrowiec Świętokrzyski[21]
- 2024; „Kształt ciała" – Tarnów[22]
- 2024; „Czytająca list" – Brzozówka[23]
- 2024; „Takie jest życie” – Pleśna[24]
- 2023: „Takie jest życie” – Ciężkowice[25]
- 2023: „Wystawa performatywna – ART FEST” – Tarnów[26]
- 2023: „Chałupy welcome to” – Gliwice[27]
- 2022: „Takie jest życie” – Rzeszów[28]
- 2022: „Takie jest życie” – Bielsko-Biała[29]
- 2022: „Struktury miasta” – Gliwice[13]
- 2022: „Kształty Architektoniki” – Zadnoga[30]
- 2021: „Czytajaca list” – Gliwice[31]
- 2021: „Takie jest życie” – Bełchatów[32]
- 2021: "Heimat.Europa - hEu#" – Görlitzer Fotofestival[16]
- 2020: „Tarnów nieoczywisty” – Tarnów[12]
- 2020: „Kształty Architektoniki” – Rzeszów[33]
- 2020: „Struktury miasta” – Kraków[15]
- 2020: „Kształty Architektoniki” – Zamość[34]
- 2020: „Struktury miasta” – Jasło
- 2020: „Structures of the city” – Görlitzer Fotofestival[14]
- 2020: „Structures of the city II” – VR IN Frames Görlitzer Fotofestival[35]
- 2019: „Kształty Architektoniki” – Zakliczyn
- 2019: „Takie jest życie” – Tarnów
- 2019: „Kształty Architektoniki” – Breń
- 2019: „Kształty Architektoniki” – Ciężkowice
- 2019: „Chałupy Welcome To” – Warszawa[36]
- 2018: „Geometria architektury” – Lublin
- 2018: „Natychmiastowa wystawa performatywna” – Tarnów
- 2018: „Chałupy Welcome To” – Rzeszów
- 2018: „Kształty Architektoniki” – Pacanów
- 2017: „Czytająca list” – Katowice
- 2017: „Tomasz Sobczak – wystawa jubileuszowa” – Tarnów
- 2015: „Akty” – Mielec (wystawa w ramach Kraków Photo Finge 2015)
- 2015: „Ciało i ruch” – Zakliczyn
- 2014: „Nameless ACT” – Tarnów
- 2013: „Indianin” – Tarnów
- 2013: „Śpiew Natalii” – Tarnów
- 2012: „Akt w 5 aktach” – Zakład Karny Tarnów
- 2011: „Współczesna husaria – sport żużlowy” – Tarnobrzeg
- 2008: „Marma z żużlem mientowy z aparatem” – Świlcza oraz Rzeszów
- 2008: „Żużel mientowego” – Tarnów

## Medale, wyróżnienia, nagrody i tytuły
Źródło:
- 2024: Nagroda Miasta Tarnowa za osiągnięcia w dziedzinie twórczości artystycznej – Tarnów[37]
- 2024: Wyróżnienie Akt w Małym Formacie – Świdnica[38]
- 2020: Srebrny Medal „Za Fotograficzną Twórczość” – Warszawa[39]
- 2020: Laureat programu stypendialnego Ministra Kultury i Dziedzictwa Narodowego – Kultura w sieci”
- 2019: Stypendium Artystyczne nadane przez Prezydenta Miasta Tarnowa
- 2017: Wyróżnienie DPA Irland 2nd "MNE PBK CIRCUIT 2017" – Czarnogóra
- 2017: Stypendium Artystyczne nadane przez Prezydenta Miasta Tarnowa
- 2017: Srebrny medal salonu 2nd „MNE PBK CIRCUIT 2017” – Czarnogóra
- 2016: Brązowy Krzyż Zasługi – przyznany przez prezydenta Andrzeja Dudę
- 2014: Medal Brązowy za Długoletnią Służbę – przyznany przez prezydenta Bronisława Komorowskiego
- 2013: Tytuł EFIAP – nadany przez Międzynarodową Federację Sztuki Fotograficznej
- 2013: Medal Honorowy German International DVF-Photocup – Niedersachsen
- 2013: EMPA FIGURE STUDY na EMPA International Digital Salon – Indie
- 2012: Złoty Medal Japan International Photographic Federation in LUMEN – Słowenia
- 2012: Tytuł AFIAP – nadany przez Międzynarodową Federację Sztuki Fotograficznej
- 2012: Srebrny medal salonu 1st International salon of Photography „Woman” Serbia
- 2012: Nagroda Prezydenta Miasta Tarnowa
- 2012: Brązowy medal salonu 1st Portrait Circuit – Aleksinac, Serbia
- 2012: Best Figure Study na 14th Chhayapath International Salon of Photography (Digital) – Indie
- 2011: Złoty Medal FSS (Serbska Federacja Fotograficzna) International Exhibition of Photography Aleksinac, Serbia

## Wystawy zbiorowe
Źródło:
- 2023: „Excellence FIAP Polska 3” – Radomsko[40]
- 2023: IX Salon Wiosenny, BWA Tarnów[41]
- 2023: „Excellence FIAP Polska 3” – Radomsko[18]
- 2022: Wystawa na „90-lecie TTF” – Tarnów[[42]
- 2022: „Excellence FIAP Polska 2” – Olkusz[43]
- 2021: VIII Salon Wiosenny, BWA Tarnów[14]
- 2021: „Roztocze – 2021” Wystawa Poplenerowa i Ogólnopolski Plener Fotograficzny[44]
- 2021: „Excellence FIAP Polska 2” – Tarnów[45]
- 2021: „Excellence FIAP Polska 2” – Rzeszów[46]
- 2021: „Excellence FIAP Polska 2” – Nowy Sącz[47]
- 2020: VII Salon Wiosenny, BWA Tarnów[48]
- 2020: „Excellence FIAP Polska” – Zamojski Dom Kultury[49]
- 2020: „Excellence FIAP Polska” – Galeria Pod Arkadami w Częstochowie[50]
- 2020: „Excellence FIAP Polska 2” – Katowice Miasto Ogrodów[51]
- 2020: „Excellence FIAP Polska 2” – Bełchatów[52]
- 2019: VI Salon Wiosenny, BWA Tarnów[53]
- 2019: „Excellence FIAP Polska” – Face to Face Art w Warszawie[54]
- 2019: „Autoportret nadmiernie zmysłowy” – Domek Miedziorytnika, Wrocław[55]
- 2018: V Salon Wiosenny 2018, BWA Tarnów[56]
- 2018: „Sztuka Mody” – Pałac Młodzieży w Tarnowie
- 2018: „O! Graniczenia” – Domek Miedziorytnika we Wrocławiu
- 2017: „Wystawa na „85-lecie TTF” – Tarnowskie Centrum Kultury
- 2015: "Wystawa „Kocham! Tarnów cd.” – TCK Tarnów
- 2015: „Człowiek” – Wystawa Tarnowskiego Towarzystwa Fotograficznego – Zakliczyn – w ramach Kraków Photo Finge 2015
- 2014: „Człowiek” – Wystawa Tarnowskiego Towarzystwa Fotograficznego – Tarnów
- 2013: „Holometabolia” – wystawa dyplomowa Lublin
- 2012: Wystawa zbiorowa „Uśmiech Tarnowa 3″ – Pałac Młodzieży Tarnów
- 2012: Kurator oraz współautor wystawy "Akt w 5 aktach" – Tarnów.
- 2010: Wystawa plenerowa „Uśmiech Tarnowa 2″ – Rynek Tarnów
- 2009: Wystawa TTF „Dziecko” – Ratusz Zakliczyn
- 2009: Wystawa TTF „Dziecko” – Pałac Młodzieży Tarnów
- 2009: Wystawa na „77-lecie TTF” – Tarnowskie Centrum Kultury
- 2009: Wystawa „Uśmiech Tarnowa” – Pasaż Tarnów
- 2008: Wystawa TTF „Obiektywnie” – MOK Brzesko
- 2008: Wystawa TTF „Obiektywnie” – GCK Żabno
- 2008: Wystawa TTF „Dziecko” – Impresia Tarnów
- 2008: Wystawa pokonkursowa festiwalu Vitae Valor – 3 wyróżnienia – MCK Tarnów
- 2008: Wystawa „Kocham! Tarnów” – TCK Tarnów
- 2007: Wystawa TTF w ramach IV Festiwalu Fotografii „Widzi się” – Stary Sącz
- 2007: Wystawa TTF „Spojrzenia” – MOK Brzesko
- 2007: Wystawa TTF „Nie tylko Tarnów” – MFK Tarnów
- 2007: Wystawa TTF – MOK Czchów
- 2006: Wystawa TTF „Nie tylko Tarnów” – TCK Tarnów

## Inne wydarzenia
Źródło:
- 2024: Kurator cyklu „Wernisaże dzień po dniu” V edycja 11 wystaw[57]
- 2024: Kurator cyklu „Wernisaże dzień po dniu” VI edycja 11 wystaw[58]
- 2023: Kurator cyklu „Wernisaże dzień po dniu” III edycja 12 wystaw[59]
- 2023: Kurator cyklu „Wernisaże dzień po dniu” IV edycja 12 wystaw[60]
- 2022: Kurator cyklu „Wernisaże dzień po dniu” I edycja 6 wystaw[61]
- 2022: Kurator cyklu „Wernisaże dzień po dniu” II edycja 6 wystaw[62]
- 2020: Pomysłodawca i kurator akcji „#zostanWdomu … fotografuj”[63]
- 2019: Kurator wystawy „…inna suma wrażeń, inny charakter całości…” – Agnieszka Mazur[64]
- 2019: Koordynator akcji „Po czterykroć Fotografia” – 4 wystawy[64]
- 2016: Kurator wystawy „Zbiorowa majówka”2016 – Pomysłodawca i organizator „Galerii na chodniku” – działanie autorskie cykliczne towarzyszące akcji „Wałowa STR.ART” (4 edycje w 2016)
- 2016: Organizator wystawy „Atrakcyjność idiopatyczna” – Kingi Witkowskiej-Mirosław (Tarnów)
- 2016: Kurator wystawy „Faces” – Adama Ksieniewicza (Tarnów)
- 2016: Organizator wystawy „Sound Track” – Bartosza Połecia (Tarnów)
- 2016: Organizator wystawy „Scena Azoty” – Grzegorza Wójcika (Tarnów)
- 2016: Kurator wystawy „W Karpatach” – Marka Skrucha (Tarnów)
- 2015: Kurator Wystawy Grupowej, 5CM za Aparatem w ramach Kraków Photo Finge
- 2015: Kurator wystawy Karoliny Stokłosy, From the Other Side w ramach Kraków Photo Finge
- 2015: Kurator wystawy Marceliny Woziwody, Entropia w ramach Kraków Photo Finge
- 2015: Organizator wystawy „Półprzewodnik” mieleckiej grupy JARTE w Tarnowie
- 2015: Prowadzenie i organizacja FotoMaratonu TTF
- 2015: Prowadzenie autorskich warsztatów „TIMELAPSE” podczas festiwalu graffiti – Tarnów
- 2015: Pomysłodawca i organizator „Galerii na chodniku” – działanie autorskie cykliczne towarzyszące akcji „Wałowa STR.ART” do tej pory odbyło się 5 edycji
- 2014: Pomysłodawca i organizator „Galerii na płocie” – akcja jednorazowa
- 2014: Prowadzenie i organizacja FotoMaratonu TTF – formuła FOTOmaratonu jest autorska (w edycji 2014 była to już impreza międzynarodowa)
- 2014: Kurator i współorganizator studenckiej akcji „Pstrykaliada” w Tarnowie
- 2014: Pomoc w organizacji tygodnia kultury chińskiej – Tarnów
- 2014: Udział w warsztatach krytyki tańca
- 2014: Kurator i współorganizator studenckiej akcji „Pstrykaliada” w Tarnowie
- 2014: Udział  w warsztatach Legalna Kultura – Tarnów
- 2013: Prowadzenie i organizacja FotoMaratonu TTF
- 2013: Udział w warsztatach „24 godziny z fotografią” – Kazimierz Dolny
- 2013: Kurator i współorganizator studenckiej akcji „Pstrykaliada” w Tarnowie
- 2013: Współtworzenie i prowadzenie zajęć podczas 24 godzinnego maratonu fotograficznego – Puławy
- 2012: Prowadzenie i organizacja FotoMaratonu TTF
- 2012: Udział w maratonie fotograficznym – Kazimierz Dolny
- 2012: Kurator oraz współautor wystawy „Akt w 5 aktach”
- 2012: Organizacja i prowadzanie cyklu prelekcji dla osadzonych w Zakładzie Karnym w Tarnowie
- 2009: Udział w projekcie „Uśmiech Tarnowa”
- 2008: Udział w projekcie Dokumentalista.pl

## Pokonkursowe wystawy międzynarodowe
Źródło:
- 2017: 2nd „MNE PBK Circuit” Salon Podgorica FIAP2017/173 PSA 2017-073
- 2017: 2nd „MNE PBK Circuit” Salon Kotor FIAP2017/175 PSA 2017-073
- 2017: 2nd „MNE PBK Circuit” Salon Budva FIAP2017/174 PSA 2017-073
- 2013: XXXVII Trofeu Torretes de Fotografia, Espagne 2013/072
- 2013: Natura Naturans – 1st International Salon of Digital Photography, Serbie 2013/063
- 2013: International Exhibition of Art Photography – Soul, Macédoine 2013/74
- 2013: German International DVF-Photocup 2013 – Niedersachsen, Germany 2013/021
- 2013: German International DVF-Photocup 2013 – Hessen, Germany 2013/019
- 2013: German International DVF-Photocup 2013 – Baden-Württemberg, Germany 2013/020
- 2013: EMPA International Digital Salon, Indie 2013/35
- 2013: Brega, Russie 2013/17
- 2013: 6th International Photography Exhibition – Bor, Serbie 2013/046
- 2013: 4° Trofeo Citta di Montevarchi (International Circuit „8 Marzo Fotografia”), Italie 2013/050
- 2013: 3rd Exhibition of Photography „Portrait 2013 – Zajecar, Serbie 2013/039
- 2013: 3rd Agens Digital Photo Salon, Hungary 2013/088
- 2013: 37th Greater Lynn International Color Exhibition, USA 2013/029
- 2013: 2nd Port Talbot International Salon, United Kingdom 2013/014
- 2013: 2nd International Salon of Photography „Woman”, Serbie 2013/051
- 2013: 2nd Exhibition of Photography „Portrait 2013 – Aleksinac”, Serbie 2013/041
- 2013: 2° Concorso Fotografico „Donna E …” Italie 2013/031
- 2013: 1st Greek Photographic Circuit – Rodos, Grece 2013/010
- 2013: 1st Exhibition of Photography „Portrait 2013 – Vidin” / Bulgaria 2013/042
- 2013: 1st Digifocus International Digital Salon, Indie 2013/34
- 2013: 1st Bavarian International Circuit – VHS Fotogruppe Dillingen, Germany 2013/024
- 2013: 1st Bavarian International Circuit – Fotographische Gesellschaft Regensburg e.V., Germany 2013/023
- 2013: 1st Bavarian International Circuit – DVF Bayern, Germany 2013/022
- 2013: 12e Salon International Photographique de Wervicq-Sud, France 2013/071
- 2013: 100th Southampton International Exhibition, Grande Bretagne 2013/001
- 2013: 1° Trofeo Fotografi Vestri di Montevarchi (International Circuit „8 Marzo Fotografia”), Italie 2013/048
- 2012: Tropical Image Exhibition, USA 2012/070
- 2012: Travel 2012, Hungary 2012/072
- 2012: The 2nd Taiwan International Salon of Photography, Taiwan 2012/035
- 2012: Orhan Holding 7th International Exhibition of Photography, Turkey 2011/156
- 2012: Obsession of Light – 1st Vantaa Photoclub International Salon, Finland 2012/082
- 2012: Mersin Photographic Society – 6th International Photographic Salon, Turkey 2012/200
- 2012: Lumen 2012 – 8th Loka International colour Salon, Slovenia 2012/232
- 2012: International Photography Exhibition – Bor, Serbie 2012/050
- 2012: International Photo Competition „Streets 2012”, Macédoine 2012/112
- 2012: International Exhibition of Photography Aleksinac 2011, Serbie 2012/025
- 2012: German International DVF-Photocup 2012 – Niedersachsen, Germany 2012/062
- 2012: First contest of globalphotohun.com, Hungary 2012/229
- 2012: F2 – Salon Internacional de Fotografia, Argentyna 2012/024
- 2012: Exposed Slovenia 2012/212
- 2012: Arizona Photographic Society EID Exhibition, USA 2012/247
- 2012: 3rd International Salon of Photography Between the Sky and the Earth, Slovenia 2012/041
- 2012: 2nd International Salon of Photography „Animals”, Serbie 2012/157
- 2012: 2. Salon Internacional Federacion Argentina de Fotografia, Argentina 2012/248
- 2012: 1st Portrait Circuit – Aleksinac 2012, Serbie 2012/046
- 2012: 1st Port Talbot International Salon, United Kingdom 2012/022
- 2012: 1st Miroc Digital Circuit 2012 – Majdanpek, Serbie 2012/244
- 2012: 1st Miroc Digital Circuit 2012 – Donji Milanovac, Serbie 2012/242
- 2012: 1st International Salon of Photography „Woman”, Serbie 2012/065
- 2012: 1st International Photographic Competition, Turkey 2012/142
- 2012: 14th Chhayapath International Salon of Photography, Indie 2012/208
- 2012: 11ème Salon International d'Art Photographique de Wervicq-Sud, France 2012/083
- 2011: ISO 2011, Belgium 2011/131
- 2011: 3rd International Salon Of Photography Exposed 2011, Slovenia 2011/161
- 2011: 1ST Budapest International Digital Photo Contest, Hungary 2011/164
- 2010: 7th International Biennial Exhibition of Art Photography, Poland 2010/025
- 2010: 2rd International Salon Of Photography Exposed 2010, Slovenia 2010/155